# Prostitution in Usbekistan

Rechtliche Situation der Prostitution in Asien. (Rot = Verboten, Grün = Legal und reguliert, Blau = Legal, aber organisierter Betrieb verboten)

Prostitution in Usbekistan ist illegal, aber üblich, insbesondere in Samarkand, Fergana, und der Hauptstadt Taschkent. Die Prostitution hat in Usbekistan seit dem Zusammenbruch der Sowjetunion zugenommen. UNAIDS schätzt, dass es im Land 22.000 Prostituierte gibt. Viele der Frauen haben sich in Usbekistan wegen Armut der Prostitution zugewandt.
Die Strafverfolgung ist inkonsistent. Einige Polizisten belästigen die Prostituierte oder erpressen von ihnen Schutzgeld. Manchmal arbeiten Prostituierte als Informanten der Polizei, um ihre Verhaftung zu verhindern.
Das Land ist unter anderem ein Sextourismusziel für Männer aus Indien.

## Sexhandel
Usbekistan ist ein Herkunfts- und Zielland für Frauen und Mädchen, die dem Sexhandel ausgesetzt sind. Usbekische Frauen und Kinder sind im Nahen Osten, in Europa, den GUS-Staaten und Asien sowie intern in Bordellen, Clubs und Privathäusern dem Sexhandel ausgesetzt.
Artikel 135 des Strafgesetzbuchs verbietet sowohl Sexhandel als auch Zwangsarbeit und schreibt Strafen von drei bis zwölf Jahren Haft vor. Die Regierung berichtete, dass 250 der 2016 untersuchten Verbrechen im Zusammenhang mit sexueller Ausbeutung standen.

## HIV/AIDS
HIV ist ein Problem im Land, aber die wahre Situation ist unbekannt, da die Regierung die Zahl manipuliert hat, um das Problem herunterzuspielen. Prostituierte sind eine Hochrisikogruppe und wurden für einen Anstieg der HIV-Infektionen verantwortlich gemacht. Im Jahr 2004 waren 20 % der 11.000 gemeldeten HIV-Fälle im Land Sexarbeiterinnen.
Freier zögern, Kondome zu benutzen. UNAIDS schätzen den Kondomgebrauch bei bezahltem Geschlechtsverkehr auf 50 %.
Schätzungen für 2016 zur HIV-Prävalenz bei Sexarbeiterinnen liegen bei 2,9 %.